# Vanna Bonta
Vanna Bonta (Firenze, 3 aprile 1958 – Los Angeles, 8 luglio 2014) è stata una romanziera, poetessa, attrice e doppiatrice statunitense.
È conosciuta soprattutto per essere l'autrice di Flight: A Quantum Fiction Novel, un romanzo di fantascienza che ha introdotto la quantum fiction come genere letterario emerso nel XXI secolo.

## Biografia
Nata nel capoluogo toscano il 3 aprile 1958, è cresciuta a Bangkok in Thailandia, a Firenze in Italia e negli Stati Uniti. Figlia di una artista italiana (parlava infatti l'italiano) e di un ufficiale dell'esercito americano, è nipote di Luigi Ugolini. Iniziò a frequentare la scuola a Bangkok in una scuola missionaria britannica. Nel 1995 ha pubblicato Flight: A Quantum Fiction Novel, romanzo ambientato in universi paralleli che racconta le avventure di una ragazza smemorata e senza ombelico. Il libro ha introdotto lo stile quantum fiction come genere letterario. Bonta è anche conosciuta per le sue raccolte di poesie e per un cammeo nel film fantasy The Beastmaster, dove ha interpretato la giovane madre del protagonista e consorte del re Zed.
Inoltre ha inventato il capo di abbigliamento 2suit, atto a rendere più facile l'attuazione di rapporti sessuali nello spazio. Tra le invenzioni di Bonta, un congegno di rilascio a pressione per motori di missili ad alta combustione chiamato Rocket Engine Overpressurization Release Protection System (REORPS), una soluzione a cui ha lavorato in quanto membro della squadra BonNova, tra i partecipanti alla competizione Lunar Lander Challenge sponsorizzata dalla NASA nel 2009. Un suo ritratto da ragazza è stato dipinto dall'artista fiorentino Pietro Annigoni. È stata la modella per la Donna dell'opera "Ex Nihilo" (la creazione del Mondo dal nulla) di Frederick Hart, che si trova sul timpano dell'entrata ovest della Washington National Cathedral, a Washington D.C.
Bonta è apparsa nella serie televisiva The Universe, Stagione 3 (Episodio 4 "Sex in Space") dove ha parlato della sua invenzione 2suit per stabilizzare il movimento in assenza di gravità ed in vista della colonizzazione di nuovi pianeti. Il documentario di History Channel ha mostrato Bonta durante una prova con 2suit, a gravità zero. Questa è stata la sua seconda esperienza su un volo in assenza di gravità. È stata un'attivista per l'innovazione umana e l'esplorazione dello spazio. Al NASA Ames Research Center, nel 2008, la Bonta ha presentato quello che lei chiama futuristico "abbigliamento intelligente" per la moda con innovazioni funzionali: atmosfera e idratazione portatile in couture costruita con palloncini; borse con interno auto-illuminante; orecchini bluetooth; tessuti termici; un spray biodegradabile di "seconda pelle" con duplice funzione di protezione e glitter cosmetica; scarpe da passaggio che si trasformano in tacchi alti; flanella e velluti con fibre che funzionano come sensori.
Nel 2009 la sua poetica è stata presentata a Firenze dalla "Camerata dei poeti" nel periodo di presidenza di Marcello Fabbri. Nel 2010 si classifica prima nella sezione saggistica nel Premio Letterario "Lilly Brogi La Pergola Arte" di Firenze. Bonta ha scritto per la prima stagione di Star Trek: The Next Generation una storia acquistata ma non sviluppata intitolata Somewhen. Ha prestato la propria voce in molti film tra cui La bella e la bestia. Ha impersonato la voce del computer in Demolition Man. Nel 2013, un haiku di Vanna Bonta fu tra le prime tre selezioni di poesie lanciate al pianeta Marte su una navicella spaziale della NASA per la missione MAVEN.

## Opere

### Libri
- Vanna Bonta, Flight: A Quantum Fiction Novel, Meridian House, 1995, ISBN 978-0-912339-17-7.
- Vanna Bonta, Degrees - Thought Capsules (Poems) and Micro Tales on Life, Death, Man, Woman, & Art, Dora Books, 1989, ISBN 978-0-912339-05-4.
- Vanna Bonta, Shades of the World, Dora Books, 1985, ISBN 978-0-912339-01-6.
- Vanna Bonta, Rewards of Passion (Sheer Poetry), Empire Books, 1981.

### Saggi
- The Impact of Space Activities Upon Society, ESA Publications, 2005, ISBN 978-92-9092-582-8.[39][40]
- Vanna Bonta, The Cosmos as a Poem, 1994, 2012.
- Vanna Bonta, State of the Art, 2000, 2012.
- Vanna Bonta, Il cosmo come poesia, Beacon Hill, 2008, 2011.
- Il cosmo come poesia - Città di Vita, Bimestrale di religione, arte, scienza - Numero V; (Maggio 2008, Ottobre 2011)[41]
- Space: What love's got to do with it, The Space Review (24 ottobre , 2004)[42]
- Stato dell'Arte. L'attacco al valore dell'uomo e della bellezza  - Città di Vita, Bimestrale di religione, arte, scienza - Issue VI; (December 2012)[43]

### Racconti
- Vanna Bonta, Ordinary Holy Days, 1992, 2012.
- Vanna Bonta, Mother Ship, 1992, 2012.

### Poesie
- Angel, by Vanna Bonta. Attenzione magazine; Volume 8, Issue 2 - Volume 9, Issue 2.(1986)
- Mars haiku; lanciata al pianeta Marte[44]

## Filmografia parziale
- Hocus Pocus (voce), 1993
- The Universe, 2008
- Demolition Man (voce), 1993
- What Goes Up, 2005
- Something's Gotta Give (voce), 2003
- Fievel conquista il West (An American Tail: Fievel Goes West) (voce), 1991
- Diario di un assassino, 1991
- Viaggiatore nel tempo, regia di Tom Kennedy (1982)
- BeastMaster, 1982
- Beauty and the Beast (voce), 1990
- The Rescuers Down Under  (voce), 1991
- The Twilight Zone (voce) (serie TV), 2002
- Armed and Innocent (Film TV), 1994
- Scarecrow and Mrs. King (Serie TV), 1986
- My Wicked, Wicked Ways: The Legend of Errol Flynn (Film TV), 1985
- CHiPs  (Serie TV), 1982